# Anarchici e Resistenza in Francia
Anarchici e Resistenza in Francia includevano molti soggetti impegnati nell'antifascismo, tra di essi si distinsero in particolare gli esuli de La Retirada riparati in Francia, l'anarchico Francisco Ponzán Vidal, e la banda anarchica La compagnia del maquis di Rochechouart.

## Subito dopo l'armistizio con la Germania

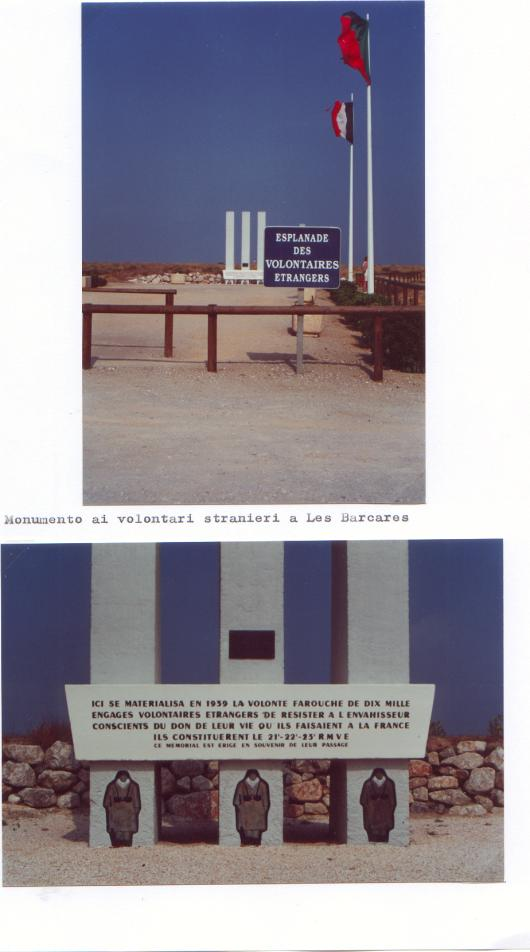
Monumento a tutti i volontari stranieri che operarono nella Resistenza francese posizionato a Le Barcarès

L'inizio della Resistenza francese non coincise con la firma dell'armistizio del 22 giugno a Compiègne tra Francia e Germania, infatti, il governo di Philippe Pétain rappresentò per la maggioranza dei francesi la prosecuzione del governo legittimo, che vista l'impossibilità di contrastare lo strapotere militare tedesco aveva preferito scegliere il male minore. Il messaggio di Charles de Gaulle suscitò limitate iniziative volte a contrastare l'occupante, che per il momento non aveva ancora mostrato il suo aspetto peggiore. Restava cocente la delusione della sconfitta, ma il ricordo delle stragi della prima guerra mondiale e una certa acquiescenza della destra, rese accettabile lo status quo.
Per il problema del collaborazionismo sotto il governo di Vichy il libro di Robert O. Paxton Vichy illustra in modo molto crudo fino a che punto si spinsero i collaborazionisti. L'opposizione alle forze occupanti ed al governo nato dall'armistizio assunse forme diverse nelle due zone in cui era stata divisa la Francia, la zona Nord occupata ed amministrata dai nazisti, la zona Sud soggetta al governo di Vichy.

## Inizio della Resistenza
La lotta partigiana contro i tedeschi si sviluppò in tutto il territorio occupato. Due furono le strategie di conduzione della guerra, una fondata sulla mobilità e flessibilità di piccole unità (tattica di combattimento ben nota, dai loro precedenti militari in Spagna, ai reduci miliziani antifascisti spagnoli) pronte ad attaccare o a ritirarsi secondo le situazioni, che operavano in città e pianura, l'altra più statica al contrario favorevole a forti concentrazioni d'uomini con la creazione di campi trincerati in zone montagnose ritenute difendibili.

### Gli spagnoli
Gli spagnoli per esperienza e carattere furono più favorevoli a piccoli gruppi mobili ma dove previsto dall'organizzazione centrale, come nei maquis del Vercors, dei Glières e di Mount-Mouchet, si adeguarono alle disposizioni superiori. Cadranno anche loro in gran numero quando le forze congiunte tedesche e collaborazioniste attaccheranno dal febbraio al luglio 1944 questi altopiani ed infliggeranno alle forze della Resistenza francese una delle più pesanti sconfitte della loro breve storia.

### La dissidenza
Nella zona libera prima dell'occupazione tedesca, in seguito dello sbarco alleato nell'Africa del Nord dell'8 novembre 1942, si sviluppò la dissidenza (cioè la non accettazione dell'armistizio) che non dovendo combattere i tedeschi, organizzò i Reseaux, piccoli gruppi in contatto con Londra a cui trasmettevano informazioni sulle aziende che lavoravano per lo sforzo bellico tedesco, effettuavano sabotaggi mirati evitando di spargere sangue francese e diffondevano materiale di propaganda anti-Vichy. Erano composti in prevalenza da ex ufficiali dell'esercito francese, uomini di cultura come Jacques Cassou, antifascisti e antinazisti reduci della Guerra di Spagna, tra questi l'italiano Francesco Fausto Nitti (che al suo arrivo in Spagna comandò un battaglione di giovani anarchici inquadrati nell'esercito repubblicano che erano i superstiti del battaglione anarchico chiamato "battaglione della morte").

### La posizione dei comunisti
I comunisti, sempre condizionati dal patto di non aggressione russo-tedesco, fino al 22 giugno 1941, giorno dell'invasione tedesca dell'URSS, rimasero fedeli al loro proclama: Ni soldats de l'Angleterre avec De Gaulle! Ni soldats de l'Allemagne avec Pètain! Vive l'union de la Nation Française!. I libertari invece si sentivano estranei al conflitto in corso ed alle sue immediate conseguenze, in quanto lo ritenevano un conflitto tra interessi nazionalistici al di fuori d'ogni progetto rivoluzionario.
Il governo di Vichy fu molto duro con questi rivoluzionari antinazionali e proseguì nella sua azione di repressione che si concretizzò in 911 arresti, 610 internamenti, 1.420 perquisizioni e 177 espulsioni. Tutti i gruppi politici furono colpiti prima il POUM poi gli anarchici e per ultimi i comunisti e i socialisti. Tutti condannati a pesanti pene di lavori forzati nei campi di prigionia del Sahara per “ricostituzione di società disciolte - distribuzione di volantini d'ispirazione straniera tali da nuocere all'interesse nazionale - attività comunista”. Tra i libertari fu arrestato Jaime Esgleas, marito di Federica Montseny, Ministro della Sanità della Repubblica Spagnola, membro del Mouvement Libertaire Espagnol MLE. Con lui furono processati dal tribunale militare di Tolosa numerosi anarchici colpevoli di violazione dell'art. 80 del Codice Penale che puniva “intrighi anarchici contro la sicurezza dello stato”, le pene variarono da uno a tre anni di reclusione.

### I comunisti cambiano strategia
Il 26 agosto 1941 - in URSS era in corso l'invasione della Wehrmacht - il Partito Comunista Spagnolo aveva lanciato un appello per la costituzione di un fronte antifascista: l'Union Nacional Española (UNE). Gli anarchici contrapposero l'Alianza Democratica Española, cui aderirono il MLE, la CNT, la FAI, il PSOE e la UGT. Sul numero di novembre 1942 Reconquista de España, organo dell'UNE, figurava un importante documento intitolato Doctrina, programa y acción de la Unión Nacional che poneva l'accento sulla necessità dell'unità di tutte le forze antifasciste per sconfiggere prima il nazismo e di conseguenza subito dopo il franchismo.

### Gli anarchici discutono la tattica
Di fronte a un programma che aveva come fine ultimo il ritorno della democrazia di Spagna, le altre aggregazioni politiche furono divise, lacerate da contrasti interni. Specie i libertari che in un plenum del 6 giugno 1943 affrontarono per la prima volta la questione di una collaborazione con la Resistenza francese. La tensione tra le due tendenze libertarie si accentuarono fino a una completa rottura in dicembre. Mentre l'anima politica, favorevole alla partecipazione del MLE a una futura Assemblea Costituente della Spagna liberata, maggioritaria, consigliò i militanti di aderire alla Resistenza piuttosto che lasciarsi passivamente deportare in Germania, la tendenza apolitica mantenne la sua posizione di rifiuto affermando che: "non bisognava intervenire in nessuna azione armata contro l'esercito d'occupazione, né contro le autorità civili finché non si attua una sollevazione in chiave libertaria dell'intero popolo francese". Erano rimasti fermi alla visione utopica della rivoluzione generale, quest'ultima posizione risultò in seguito fortemente minoritaria nella pratica dello scontro militare con gli occupanti tedeschi e i collaborazionisti fascisti.

### I Passeurs
I Passeurs erano elementi che provvedevano a far fuggire attraverso i Pirenei aviatori alleati abbattuti e quanti volevano raggiungere le forze della Francia Libera. In seguito, con l'inizio delle persecuzioni razziali, fecero lo stesso con gli ebrei. 
(Pietro Ramella)
In quest'opera furono in prima linea gli spagnoli, che sin dalla caduta della loro Repubblica si erano attivati per far compiere il tragitto inverso a quanti fuggivano il terrore franchista. Si ritiene che abbiano operato in tempi diversi nei Pirenei almeno venti reti non tutte però animate da motivazioni umanitarie o politiche, alcune, costituite in prevalenza da andorrani chiedevano del denaro per i loro servigi. Il lavoro dei passeurs era pieno d'insidie, oltre alle condizioni atmosferiche che in montagna potevano peggiorare in ogni momento occorreva fare i conti con le guardie di frontiera francesi e spagnole. La rete più celebre fu quella denominata Pat O'Leary, il cui vero nome è Guérisse Albert, creata dal capitano scozzese Ian Garrow nel dicembre 1940 a Marsiglia e diretta dall'aragonese anarchico e militante della CNT Francisco Ponzán Vidal.
.

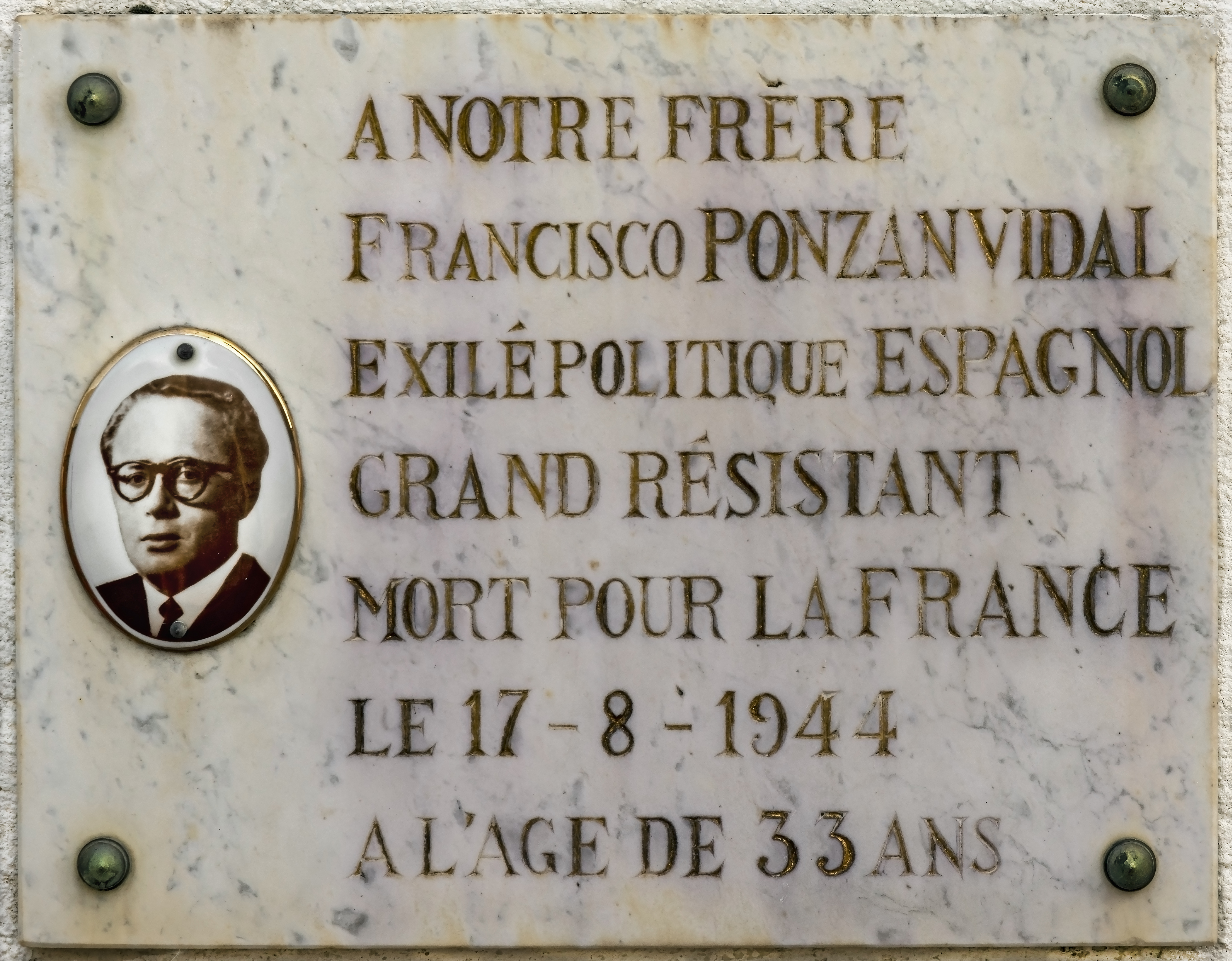
"A nostro fratello Francisco Ponzan. Esiliato politico spagnolo. Grande resistente. Morto per la Francia il 17/8/44 all'età di 33 anni". Cimitero di Buzet (Francia)

Del gruppo Ponzan fanno parte anche:
- Josep Ester i Borras (Berga, Spagna, il 26 ottobre 1913 - Alès, Francia, 13 aprile 1980), nome di battaglia "Minga". Operaio tessile. Militante di Las Juventudes Libertarias e della CNT;
- Agostino Remiro Manero (Epil, Saragozza, 28 agosto 1904 - Madrid, 21 giugno 1942), membro della CNT dal 1919, la sua famiglia ha donato la sua biblioteca privata al "Centro Studi libertari Ester i Josep Borras" di Berga;
- Vincent Moriones Belzunegui (Sangüesa, Navarra, 1913 - Bilbao, 1970), militante anarchico spagnolo, nel 1947 fu arrestato e condannato a 40 anni in prigione dal regime di Franco in quanto facente parte della guerriglia anarchica antifascista che proseguì la lotta per oltre un ventennio dopo la fine della seconda guerra mondiale. Egli rimase in carcere 18 anni, quando morì, nel 1970, era Segretario della CNT Nord.

### Il "Gruppo Ponzan" dopo la sua cattura
Dopo la cattura e il successivo omicidio di Francisco Ponzán Vidal (decorato alla memoria da diversi governi), il Gruppo Ponzan fu diretto da Marie-Luise Dissart, detta Francesca, fintantoché il moltiplicarsi degli arresti e la paura di rappresaglie, che aveva fatto chiudere molte porte altre volte amiche, indussero i superstiti del gruppo a confluire in altre reti o a prendere la via dei maquis.
Gli esuli spagnoli, lungi dal rappresentare un'entità monolitica, rassomigliavano piuttosto a un prisma a molte facce, una comunità continuamente scossa da scissioni, con fratture talora molto profonde, sopravvissute alla guerra civile ed in gran parte non ben disposta verso il paese d'accoglienza per il trattamento finora ricevuto. Falcidiati della parte culturalmente più preparata dall'emigrazione in America latina, si preoccuparono anzitutto della riorganizzazione interna dei diversi gruppi politici mantenendo vivi contatti con i militanti più attivi rinchiusi nei campi di disciplina francesi o africani. Una stima approssimativa del lavoro del Gruppo Ponzan porta approssimativamente a queste cifre, in circa tre anni d'attività il gruppo riuscì a far passare almeno 1.500 fuggiaschi, fra cui famiglie ebraiche, 700 aviatori alleati, nonché documenti ed istruzioni per conto del Bureau Central de Renseignements et d'Action – BCRA (Ufficio Informazioni della Francia Libera) utilizzando almeno tre diverse linee di passaggio: Tolosa - Osseja, Tolosa - Banyuls, Tolosa - Andorra.

### L'UNE formata dai comunisti consolida posizioni
Così progressivamente l'UNE s'impose come organizzazione dei rifugiati spagnoli e li accolse tra le file dei FTP. Ma la struttura agile dei maquis, le cui unità erano di norma formate da poche decine d'uomini, favorì la costituzione, pur sempre sotto il comando centrale, di gruppi di militanti con le stesse idee politiche, ovvero bande formate da miliziani della stessa ideologia politica con fortissima autonomia militare. Nel marzo 1944, in previsione dell'imminente sbarco alleato sulle coste francesi, il generale De Gaulle d'autorità militarizzò le forze della clandestinità raggruppandole nelle FFL-Forces Françaises de l'Intérieur - F.F.I, estensione interna alla Francia delle Forces françaises libres - FFL, sotto il comando del generale Koenig. Al momento dello sbarco in Normandia fu impartito l'ordine alle formazioni partigiane di cooperare con il comando alleato per bloccare o rallentare i movimenti del nemico, che avrebbe cercato di far affluire rinforzi nelle zone costiere.

### Spagnoli ed anarchici comunque combattono
In questa battaglia, decisiva per le sorti della guerra all'Ovest, s'inserirono da protagonisti i rifugiati spagnoli, soprattutto quelli del Sud della Francia ove sin dalla fine del 1941 si erano radunati i primi maquis. Si trattava per lo più di fuggitivi del campo di Campo d'internamento di Le Vernet
Nacque dapprima la 3ª Brigata Guerrilleros Españoles sotto il comando di Vicuna Vitorio, alias Julio Oria, che agli inizi si limitò al sostegno di quanti tentavano la via della Spagna e all'organizzazione d'altri gruppi simili nei dipartimenti vicini. Nell'aprile 1942 fu costituito il XIV Cuerpo Guerrilleros Españoles che man mano ampliò la sua zona d'influenza inserendovi delle brigate:
- la 1ª nell'Ariège (Corbère-les-Cabanes ed Ax-les-Thermes),
- la 2ª nell'Alta Garonna,
- la 3ª nell'Ariège,
- la 4ª nel Tarn e Garonna,
- la 9ª nell'Alti Pirenei,
- la 35ª nel Gers.

Il Corpo operò in stretto contatto con i FTP. - M.O.I., fino al maggio 1944 quando fu sciolto per formare l'Agrupación de guerrilleros españoles AGE sotto il comando di Luiz Fernández ed integrarsi nelle FFL-Forces Françaises de l'Intérieur - F.F.I. Prima di passare alla seconda fase della lotta che prevedeva l'attacco frontale all'esercito tedesco ed ai collaborazionisti i maquis avevano operato numerose azioni di sabotaggio, liberazione di prigionieri, attentati a militari tedeschi e gendarmi francesi. Il bilancio del 1943 fu di centosettantasei azioni, tra cui il sabotaggio d'ottantasei centrali elettriche e linee dell'alta tensione e sessantaquattro interruzioni stradali, nonché attacchi a posti di guardia e prigioni. La constatazione delle autorità germaniche e di quelle di Vichy fu concorde: “Le industrie chiave della produzione di guerra sono state ostacolate dalla riduzione dell'energia messa a loro disposizione, mentre le comunicazioni ferroviarie hanno risentito della diminuzione catastrofica del carbone”. Con lo sbarco alleato in Normandia del 6 giugno 1944, le FFL-Forces Françaises de l'Intérieur - F.F.I furono attive nel bloccare con ogni mezzo l'afflusso di rinforzi alle truppe tedesche impegnate nel contenere le teste di ponte angloamericane. Una di queste azioni ebbe un seguito oltremodo drammatico, infatti, passò alla storia come una delle più feroci rappresaglie operate dai nazisti contro le popolazioni civili nel corso della seconda guerra mondiale.

## La compagnia del maquis di Rochechouart
Operava nell'Alta Vienne una compagnia del maquis de Rochechouart composta quasi esclusivamente da libertari spagnoli al comando di Ramón Vila Capdevila Raymond, militante anarco-sindacalista della CNT,, specializzata in distruzioni con il dinamite. Ai primi di giugno nei pressi di Saint-Junien essi fecero saltare un ponte sulla Vienne sul quale stava transitando un treno blindato della Divisione S.S. Das Reich, che acquartierata a Mountauban (Tarn et Garonne) stava raggiungendo il fronte della Normandia. L'attentato causò numerosi morti e feriti nonché la distruzione d'ingente materiale bellico. Il comandante della Divisione gen. Lammerding ordinò che per rappresaglia fosse sterminata la popolazione del paese più vicino: Oradour-sur-Vayres. Per un tragico gioco del destino vi era nelle vicinanze un'altra comunità che portava lo stesso nome: Oradour-sur-Glane e fu su questa che si abbatté il 10 giugno 1944 la furia nazista. Nel paese erano rimasti seicentoquarantadue persone: gli uomini furono radunati in piazza e fucilati, le donne e i bambini vennero rinchiusi nella chiesa cui fu appiccato il fuoco dove tutti morirono bruciati ed asfissiati. Tra le vittime si contarono diciotto spagnoli, tra i quali alcuni bambini ricordati in una stele dedicata aux martyrs espagnols. Il nome d'Oradour-sur-Glane divenne simbolo della barbarie nazista come Varsavia, Marzabotto, Kalavrita e Lidice.

## Dopo lo sbarco in Normandia
Dopo il 15 agosto 1944, giorno dello sbarco alleato erano in Provenza, tutto il Sud divenne una polveriera, le FFL-Forces Françaises de l'Intérieur - F.F.I passarono all'offensiva e i tedeschi iniziarono una precipitosa ritirata per non essere tagliati fuori. Dei numerosi scontri con le forze partigiane il più importante avvenne a La Madeleine (Gard) ed ebbe ancora per protagonisti i guerriglieri spagnoli. Il 23 agosto la 3ª Divisione agli ordini di Cristino García Grandas, che comprendeva la 21ª brigata GE, comandata da Gabriel Peréz, vecchio minatore anarchico delle Cévennes, bloccò la strada a una colonna tedesca forte di millecinquecento uomini all'incrocio tra Saint-Hypolite, Anduze e Nîmes. Consapevoli di essere circondati, i tedeschi, che avevano avuto più di cento morti, si arresero senza condizioni, dopo che il loro comandante luogotenente-generale Konrad Zietzeche si era tolto la vita. Trentaquattro soldati della notte erano rimasti sul terreno; furono poi tumulati ad Albi in quello che divenne il cimitero di La Madleine. La lapide che ricorda questi Enfants Morts pour la France porta i nomi di Augustin García, José Fernández, Francisco Perera e Ramón Porta.
L'offensiva partigiana proseguì e ventisei dipartimenti del Sud ed otto del Nord passarono sotto il controllo delle FFL-Forces Françaises de l'Intérieur - F.F.I. Soprattutto nell'Ariège i guerriglieri spagnoli presero l'iniziativa e liberarono Tolosa e Foix e tutto il territorio del dipartimento suscitando l'ammirazione della missione alleata che li aveva raggiunti poco giorni prima dell'inizio dell'offensiva. Essa si complimentò con la 3ª brigata per il coraggio dimostrato nei combattimenti: “È difficile citare tutti i gesti d'eroismo compiuti da questi soldati. I membri della missione alleata sono fieri di aver lottato a fianco dei repubblicani spagnoli”. Molti spagnoli furono decorati per atti di valore compiuti nel corso d'azioni partigiane. Come simbolo sono ricordate le parole pronunciate dal generale De Gaulle sul finire del 1944 nel decorare lo spagnolo García Calero, per il suo comportamento nei combattimenti nell'Ariège in cui fu gravemente ferito: “Guerrillero spagnolo: in te io onoro i tuoi compatrioti, per il valore, per il sangue versato per la Libertà e per la Francia. Per le tue sofferenze sei un eroe francese e spagnolo”. Liberato il Sud, i guerriglieri spagnoli dei battaglioni Libertad (anarchici), e Gudaris (Baschi), inquadrati nelle forze armate alleate, nell'inverno 1944 -1945 presero parte ai durissimi combattimenti contro la sacca dell'estuario della Gironda, dove novantamila tedeschi si difesero strenuamente fino al 18 aprile 1945. Da ricordare infine gli spagnoli arruolati fin dall'inizio della guerra nel ricostituito esercito della Francia Libera, che combatterono a Narvick (Norvegia), a Massaua, in Siria, a Bir Hakeim, in Italia, alla liberazione di Parigi ed infine in Germania.

### I primi ad entrare a Parigi sono i carrarmati dei miliziani antifascisti spagnoli
La prima unità che il 24 agosto 1944 entrò a Parigi fu la 9ª Compagnia composta da 11 half-tracks:
- Guadalajara
- Brunete
- Ebro
- Santander
- Belchite
- Jarama
- Teruel
- Guernica
- Madrid
- España cañí (noto pezzo strumentale di Paso doble di Pascual Marquina Narro).
- Don Quijote

All'Hotel de Ville, sede ufficiale del sindaco, gli uomini della CNT, della FAI e della UGT, con caschi dell'esercito statunitense, uniformi delle FFI e insegne della Spagna repubblicana, furono ricevuti alle 21:22 da Léo Hamon, membro del Consiglio Nazionale della Resistenza francese, il quale annota nei suoi scritti: «Parlavano molto male il francese. Erano i repubblicani spagnoli della divisione Leclerc». Prima di andare a dormire, Hamon vuole ascoltare le canzoni di battaglia dei miliziani, «A las barricadas», l'inno ufficiale della CNT-FAI, «Ay Carmela!», il cui nome completo è El Paso del Ebro, la storica canzone della battaglia dell'Ebro, nonché del V Reggimento, il Reggimento di Ferro, addestrato da Vittorio Vidali.

### La distorsione della storia ed il tardivo ricordo
I gollisti ed alcuni storici vicini al Partito Comunista Francese che scrissero di quegli avvenimenti, cambiarono i nomi dei blindati sostituendoli con nomi francesi. La partecipazione alla liberazione di Parigi della colonna corazzata di miliziani antifascisti spagnoli fu relegata nelle nebbie dell'oblio, ma oltre mezzo secolo dopo, il comune di Parigi rende un primo omaggio: l'inaugurazione di una targa commemorativa a loro dedicata. Dopo la Liberazione la Francia volle onorare il sacrificio dei guerriglieri spagnoli e numerosi monumenti furono eretti nei diversi dipartimenti della Francia dove gli spagnoli erano stati protagonisti nella lotta per la Libertà. Imponente quello eretto nel cimitero di Père-Lachaise di Parigi, altri vennero collocati sui luoghi delle battaglie, come ad Annecy e in Val d'Enfer (Alta Savoia), a Vira, La Crouzette e Roquefixade (Ariége), a Bonadoux (Loréze), Sainte Regonde (Aveyron), Berves (Dordogne), ed in altre località.
Ma nel film Parigi Brucia del 1966 si legge benissimo il nome Madrid in un halftrack e Teruel in un altro.

### Le donne

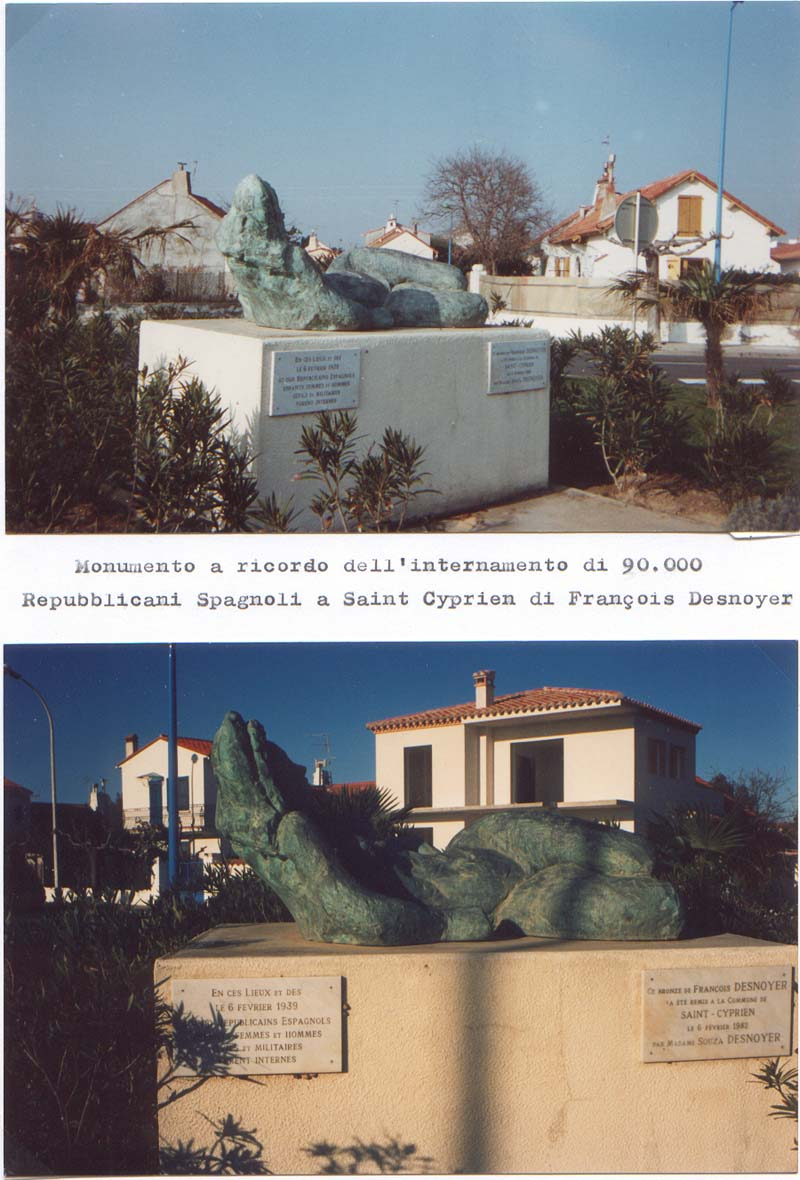
Monumento ricordo internamento 90000 antifascisti spagnoli

Le pagine sulla Resistenza non possono chiudersi senza un doveroso ricordo delle tante donne, che lottarono a fianco degli uomini, svolgendo i compiti più gravosi e pericolosi, subendo umiliazioni e torture e rischiando la deportazione nei campi di sterminio nazisti. Queste donne, temprate dalla guerra civile, dalle mille difficoltà dell'esilio, continuarono ad essere mogli o compagne, madri e figlie svolgendo tuttavia un ruolo essenziale per la vittoria sul nazismo. È oltremodo difficile quantificare la parte da loro svolta e la loro appartenenza politica, perché nella storia dell'Armèe de l'ombre sono misconosciute e le loro azioni disistimate. Sono state: agenti di collegamento, sabotatrici, affittacamere, addette al trasporto d'armi e documenti, accompagnatrici, ma è solo in occasione dell'arresto, della morte o della deportazione che si sente parlare di loro.